# Бичок Олег Сергійович
Бичок Олег Сергійович (*18 вересня 1921, Бобровиця, Чернігівська обл. — 7 травня 1944, с. Липове, Мядельський р-н, Мінська обл., Білорусь) — український військовик, учасник партизанського руху на території Білорусі і Литви в роки Німецько-радянської війни — командир партизанського спеціального загону, Герой Радянського Союзу.

## Біографія
Народився 18 вересня 1921 в місті Бобровиця Чернігівської області. У 1940 почав службу в армії. 1941 року після закінчення Буйнакського піхотного училища направлений у діючі загальновійськові частини, які дислокувалися на білорусько-польському кордоні, в оперативний відділ Західного фронту.
У вересні-листопаді 1941 року — помічник командира загону «Шпильовий», у складі якого виконував спецзавдання в тилу ворога на території Калінінської, Смоленської та Вітебської областей.
З березня 1942 старший лейтенант О. С. Бичок (партизанський псевдонім «Швидкий») — комісар, а з липня 1943 командир загону імені Ф.Дзержинського, що діяв на окупованій території Вітебської, Мінської і Вілейської областей та Литви.
За період з 26.04.1942-го по 02.07.1944-го бійці загону пустили під укіс більш як 100 ешелонів з живою силою і бойовою технікою ворога, знищили й пошкодили 113 паровозів і 752 вагони, зруйнували більше чотирьох кілометрів залізничних колій, висадили в повітря 23 мости, знищили літак, 49 автомашин і танків, 4 електростанції, 11 складів, тисячі гітлерівців, проводили велику агітаційно-масову роботу серед населення. О. С. Бичок особисто розробляв плани бойових операцій, диверсій, брав участь у їх здійсненні. Загинув 7 травня 1944 під час проведення чергової диверсії на залізниці Молодечно-Полоцьк.
Похований у селі Липове Мядельського району Мінської області. 1946 року його перепоховано на його батьківщині ‑ в місті Бобровиця. На могилі споруджено обеліск.

## Вшанування пам'яті
Указом Президії Верховної Ради СРСР від 5 листопада 1944 року Олег Бичок удостоєний звання Героя Радянського Союзу посмертно. Після війни батьки одержали Олегові бойові нагороди — Золоту Зірку, ордени Леніна і Червоного Прапора.
Ім'ям Олега Бичка названо вулицю в міському селищі Мядель (Мінська обл.) та вулицю в місті Бобровиця, Чернігівської області. Матеріали про нього експонуються в Мядельському музеї народної слави. У селі Липовому, на місці, де було поховано О. С. Бичка, встановлено меморіальний знак; на будинку, в якому був штаб партизанського загону, — меморіальна дошка.